# 陳思妤
陳思妤（1994年9月11日—），台灣女子羽球選手。就讀臺北市立大學。

## 簡歷
2012年10月，仍在臺北市立大同高級中學就讀高三的陳思妤初次參加中華台北羽球公開賽，與國一就開始搭檔的陳婷儀出戰女雙，最後成功闖進八強。2013年8月，與王齊麟搭檔獲得新加坡國際系列賽亞軍；2014年4月，與程琪雅搭檔晉級紐西蘭大獎賽女雙四強。

## 主要比賽成績
| 年份   | 賽事                   | 公開賽級別 | 項目     | 搭檔   | 成績   |
| ------ | ---------------------- | ---------- | -------- | ------ | ------ |
| 2011年 | 世界青年羽毛球錦標賽   | 其他       | 混合團體 | －     | 準決賽 |
| 2013年 | 新加坡羽毛球國際系列賽 | 國際系列賽 | 混合雙打 | 王齊麟 | 亞軍   |
| 2014年 | 紐西蘭羽毛球大獎賽     | 大獎賽     | 女子雙打 | 程琪雅 | 準決賽 |

| 2007-2017年 | 首要超級賽 | 超級賽 | 黃金大獎賽 | 大獎賽 | 國際挑戰賽 | 國際系列賽 | 未來系列賽 | 其他 |

| 2018-2026年 | 總決賽 | 超級1000賽 | 超級750賽 | 超級500賽 | 超級300賽 | 超級100賽 | 國際挑戰賽 | 國際系列賽 | 未來系列賽 | 其他 |